# Молинас, Осмар
Осмар де ла Крус Молинас Гонсалес (исп. Osmar de la Cruz Molinas González; родился 3 мая 1987 года в Капиате, Парагвай) — парагвайский футболист, полузащитник клуба «Депортиво Реколета». Выступал в сборной Парагвая.

## Клубная карьера
Молинас — воспитанник футбольной академии столичного клуба «Олимпия». В 2005 году он дебютировал в парагвайской Примере. В 2011 году Осмар перешёл в чилийский «Коло-Коло». Сумма трансфера составила 600 тыс. евро. 8 августа в матче против «Сантьяго Уондерерс» он дебютировал в чилийской Примере.
В 2012 году Молинас вернулся на родину, заключив контракт с «Либертадом». 28 июля в матче против столичного «Насьоналя» он дебютировал за новую команду. В том же году Осмар стал чемпионом Парагвая. 1 ноября 2013 года в поединке Южноамериканского кубка против колумбийского «Агилас Перейра». В 2014 году Маолинас во второй раз стал чемпионом страны.

## Международная карьера
7 сентября 2010 года в товарищеском матче против сборной Китая Осмар дебютировал за сборную Парагвая.
В 2015 году Молинас был включён в заявку сборной на Кубок Америки в Чили. На турнире он сыграл в матчах против Ямайки и Уругвая.